# Prunus sunhangii
Prunus sunhangii — вид вишень, відкритий у 2019 році. Названий на честь китайського ботаніка Сунь Гана.

## Поширення
Вид поширений у горах Уліншань у провінціях Хунань та Хубей на сході Китаю. Ареал виду становить лише 75 км².

## Опис
Дерево заввишки 20-25 м. Зовні схожий на Prunus cerasoides, але відрізняється генетично та деякими деталями морфології. Зокрема краї листя P. sunhangii менш зубчасті; краї чашолистків у P. sunhangii ледь зубчасті, а в P. cerasoides гладкі; пелюстки в P. sunhangii дволопатеві, а P. cerasoides усічені; квітки P. sunhangii мають від 17 до 25 тичинок, а квіти P. cerasoides — від 32 до 34 тичинок; забарвлення пелюсток P. sunhangii завжди біле, тоді як у P. cerasoides трапляються і білі, і рожеві пелюстки; гіпантій в P. sunhangii коричневий, а в P. cerasoides темно-червоний; кістянка P. sunhangii при дозріванні чорна, а у P. cerasoides пурпурно-чорна.